# Spindrift Rocks
Die Spindrift Rocks sind bis zu 15 m hohe und eisfreie Klippen im Archipel der Südlichen Orkneyinseln. Sie liegen 1,2 km südwestlich des North Point vor der Westküste von Signy Island.
Der Falkland Islands Dependencies Survey nahm 1947 Vermessungen dieser Felsen vor. Namensgebend ist die Gischt (englisch spindrift), die hier bei starkem Westwind auftritt.